# Semed
Semed war ein Flächenmaß in alttestamentlicher Zeit (1 Sam 14,14 ; Jes 5,10 ) und entsprach dem Joch. Ein Joch war eine Fläche, die an einem Tag mit einem Ochsengespann gepflügt werden konnte.
- 1 Semed ≈ 16 Ar